# Kolegium jezuitów w Pułtusku
Kolegium jezuitów w Pułtusku – kolegium prowadzone przez jezuitów w Pułtusku w latach 1566–1773, jedna z największych uczelni ówczesnej Polski.
Założone w 1565 przez biskupa płockiego Andrzeja Noskowskiego, w murowanym budynku z 1555 r. należącym dotąd do szkoły kolegiackiej przy kolegiacie Zwiastowania NMP. Fundację tę biskup uposażył dobrami Boszewo, Przekory i Szelkowo i przyznał mu dziesięcinę ze wsi Borek, Miedzielisz i Strochowka, w następnych dekadach stan posiadania kolegium zwielokrotnił się dzięki darowiznom.
Pierwsi jezuici przybyli do Pułtuska w 1566 z Braniewa i w lipcu tego roku rozpoczęto nauczanie w kolegium, początkowo tylko dla najniższych klas (klasa gramatyki), a w 1567 i 1568 uruchomiono nauczanie wyższych klas (kolejno: poetyki i retoryki) (organizacja nauczania w szkołach jezuickich patrz: Szkolnictwo jezuickie w Polsce). W 1594 powołano seminarium duchowne i rozszerzono nauczanie dla kleryków i świeckich o grekę, filozofię, teologię i matematykę, w rezultacie czego oprócz kształcenia na poziomie szkoły średniej zaczęto prowadzić edukację o charakterze uczelni wyższej. Przy szkole działał teatr czynny od początku jej działalności wystawiający nie tylko przedstawienia religijne, ale także świeckie, w tym sztuki antyczne. Szkoła okazał się bardzo popularna i liczba uczniów szybko przyrastała: 361 w 1573 r., 600 w 1592 r., 800 w 1610 r., by osiągnąć około 900 (w okresie 1696 do 1773), co spowodowało, że stała się trzecią pod względem liczebności uczniów szkołą ówczesnego Królestwa Polskiego. Do szkoły przyjmowano chłopców ze stanów szlacheckich i mieszczańskich. Wzrost liczby uczniów wymagał rozbudowy szkoły. Od 1571 do 1583 dotychczasowy budynek przebudowano i dobudowano do niego trzy skrzydła tworząc czworoboczny gmach wokół dziedzińca. Architektem tej rozbudowy był Massimo Milanesi. W 1594 wzniesiono w innym miejscu gmach dla klas programu szkoły wyższej. W 1613 i w 1646-1653 prowadzone też spore prace budowlane likwidujące skutki dwóch pożarów, a od 1659 r. do 1677 r. prace remontowe po zniszczeniach dokonanych przez Szwedów w czasie najazdu szwedzkiego. Integralną częścią kolegium była świątynia. Pierwszą ukończono około 1570 r., na jej miejscu postawiono kolejną na przełomie XVI/XVII w., a po jej zniszczeniu w pożarze roku 1646 wzniesiono w innym miejscu trzecią, większą, pod wezwaniem św. Piotra i Pawła, budowaną z przerwami aż do 1702 r. Po kasacie zakonu i likwidacji kolegium w 1773 r. budynki kompleksu spłonęły w pożarze w roku 1798 i w pierwszej ćwierci XIX w. wybudowano w obrębie dawnego zespołu jezuickiego staraniem benedyktynów – ówczesnych właścicieli kompleksu – nową szkołę, zachowaną do dziś.
Nowo utworzone kolegium skupiało czołowe postacie kontrreformacji w Polsce. Nauczali tu m.in. Jakub Wujek, autor polskiego przekładu Biblii, matematyk Oswald Krüger, Piotr Skarga, Andrzej Bobola, Wojciech Slaski.
Jego absolwentami byli m.in. kardynał Andrzej Batory, bratanek króla Stefana Batorego, poeta i nadworny kaznodzieja Władysława IV Maciej Kazimierz Sarbiewski, poeta Stanisław Grochowski, kanclerz wielki koronny Jerzy Ossoliński, Jan Chrzciciel Albertrandi.
W 1773, po kasacie zakonu jezuitów, szkołę przejęła powołana przez Sejm Rozbiorowy Komisja Edukacji Narodowej. Prowadzona przez ex-jezuitów do 1781 była czwartą w skali kraju pod względem liczby uczniów szkołą KEN. Przejęta została później przez benedyktynów.